# Požeška gora
Požeška gora (v překladu hora u Požegy neboli Požežská hora) je horské pásmo ve východním Chorvatsku ve Slavonii. Prochází Brodsko-posávskou a Požežsko-slavonskou župou. Je jedním z pohoří ohraničujících Požežskou kotlinu. Nejvyšším vrcholem je 618 m vysoký Kapavac, dalšími vrcholy jsou 614 m vysoký Maksimov Hrast, 432 m vysoká Velika Kobila a 331 m vysoký Sokolovac.
Celé pohoří je zalesněné, rostou zde převážně duby zimní. U vesnice Gradski Vrhovci se nachází zřícenina hradu Vrhovački grad. Na severu je pohoří ohraničeno Požežskou kotlinou, na východě údolím řeky Orljavy, na jihu Posávskou nížinou a na západě údolím řeky Rešetarica.